# جوناثان الخور
جوناثان الخور (بالإنجليزية: Jonathan Firth)‏ هو ممثل بريطاني، ولد في 6 أبريل 1967 في المملكة المتحدة.

## أعمال

### مسلسلات
- جيريكو
- شبح هامس

## وصلات خارجية
- جوناثان الخور على موقع IMDb (الإنجليزية)
- جوناثان الخور على موقع ألو سيني (الفرنسية)
- جوناثان الخور على موقع أول موفي (الإنجليزية)
- جوناثان الخور على موقع قاعدة بيانات الأفلام السويدية (السويدية)
- جوناثان الخور على موقع قاعدة بيانات الفيلم (الإنجليزية)
- جوناثان الخور على موقع كينوبويسك (الروسية)